# Anita Harrison
Anita Harrison (1925 gift Laurin), född 1 september 1902 i Stockton-on-Tees, död 11 november 1968 i Västerleds församling i Stockholm, var en svensk-brittisk konsertpianist. Hon var mor till Beth Laurin.
Anita Harrison var dotter till sjökaptenen Ernest Harrison. Hon var först elev vid Royal Academy of Music i London 1915–1922 och studerade senare för Emil von Sauer i Dresden 1926. Efter sin debut 1920 gav hon flera konserter i Storbritannien och var en av de första pianister som medverkade i radio. Genom sitt giftermål med ingenjören Nils Laurin 1925 blev hon svensk medborgare, och var från 1927 bosatt i Sverige, där hon efter sin debutkonsert i Stockholm 1928 gav flera pianoaftnar och uppträdde som solist med orkester i Stockholm, Göteborg, Helsingborg och Gävle. Hon uppträdde även i Prag och Berlin. Vid sina återkommande besök i Storbritannien före andra världskriget gjorde hon insatser för att öka kunskapen om modern svensk musik där. Tillsammans med Garagulykvartetten framförde hon kammarmusik och med Wiatcheslaw Witkowsky spelade hon verk för två pianon.